# Grietje Doele-Bokma
Grietje (Gryt) Doele-Bokma (Ruinen, 25 december 1911 – Leeuwarden, 6 juni 1996) was een Friese huisvrouw en verzetsstrijder. Zij was getrouwd met  Halbe Sikkes Doele, die lid was van de Friese beweging, onderwijzer, journalist, vertaler en administrateur. In 1989 werden zij beiden door de Israëlische organisatie Yad Vashem uitgeroepen tot Rechtvaardige onder de Volkeren.

## Leven
Grietje Bokma was een dochter van Pieter Bokma en Jeltsje Okkinga. In 1940 trouwde ze met Halbe Sikkes Doele (1911 – 1967), die toen als ambtenaar werkte bij de gemeente Heerenveen. Ze kregen twee zoons, de latere Friese schrijver en dichter Sikke Doele (1942-2002) en kunst- en jazzfotograaf Piter Doele (1943-2006). Tijdens de Tweede Wereldoorlog woonde het gezin eerst een jaar in Heerenveen, maar nadat Doele in 1941 zijn baan verloor omdat hij door de Duitse bezetter te star werd bevonden, verhuisden ze naar Hemrik.
Doele werkte in Hemrik als verzekeringsman. Hoewel het gezin het moeilijk had, namen ze in 1944 Carolina Selina Hoogstraal in huis, een tienjarig Joods meisje. Zij was eerder ondergedoken in Drachten, maar was daar niet meer veilig. Ze bleef bij de Doeles tot de zomer van 1945, toen ze werd overgebracht naar een tante in Amsterdam. Tot aan hun dood bleef ze contact houden met de Doeles, ook nadat ze naar Israël was geëmigreerd. Doele en zijn vrouw vingen ook enkele dagen een Joodse jongen op.
Na de oorlog woonden de Doeles in Leeuwarden en 's zomers op Terschelling, waar Halbe Sikkes Doele een van de oprichters en eerste directeur was van de volkshogeschool Schylgeralân. Doele-Bokma werd weduwe toen haar man in 1967 overleed. Op 3 mei  1989 werden Grietje Doele-Bokma en (postuum) Halbe Sikkes Doele door de Israëlische organisatie Yad Vashem erkend als Rechtvaardige onder de Volkeren voor hun rol bij de redding van Joodse kinderen uit de Holocaust.